# Capaes
Le Certificat d'aptitude pédagogique approprié à l'enseignement supérieur (CAPAES) est un titre belge officiel institué par le décret du 17 juillet 2002, modifié par le décret du 2 juin 2006.
Ce titre est devenu le seul titre pédagogique exigé pour enseigner dans les hautes écoles et l’enseignement supérieur de promotion sociale (type court et type long).
Le contenu du CAPAES est précisé dans la Circulaire 5443 : CAPAES – dossier administratif et professionnel – modalités du 13 octobre 2015.
Son enseignement est notamment organisé par les universités belges.

## Développement collectif
Un certain nombre de personnes qui passent le CAPAES en 2015-2016 s'associent pour mettre autant d'informations que possible en commun sur le site Wikibooks.